# Lijst van burgemeesters van Hoogwoud
Dit is een lijst van burgemeesters van de voormalige Nederlandse gemeente Hoogwoud tot die gemeente op 1 januari 1979 opging in de gemeente Opmeer.
| Ambtsperiode | Naam burgemeester                | Partij of stroming | Bijzonderheden                                                                                                  |
| ------------ | -------------------------------- | ------------------ | --- |
| 18?? - 18??  | Jacob Koorn                      |                    | |
| 1838? - 1844 | P.E. Levert                      |                    | |
| 1844 - 1851  | Klaas Langedijk                  |                    | |
| 1851 - 1866  | Dirk (D.) Appel (ca.1809-1881)   |                    | |
| 1866 - 1867  | Arent (A.) Magnin                |                    | later burgemeester van Beverwijk en Wijk aan Zee en Duin                                                        |
| 1868 - 1870  | Jan (J.) Mollema                 |                    | |
| 1870 - 1873  | T.A.O. de Ridder                 |                    | tevens burgemeester van Opmeer (1872-1873), later burgemeester van Katwijk                                      |
| 1873 - 1877  | P.J.A. de Bruine                 |                    | tevens burgemeester van Opmeer, later burgemeester van Zwijndrecht                                              |
| 1877 - 1881  | J.C. Albrecht                    |                    | tevens burgemeester van Opmeer                                                                                  |
| 1881 - 1906  | Cornelis (C.) Pijper (1830-1907) |                    | |
| 1906 - 1930  | Jan (J.) Breebaart Dz.           |                    | |
| 1931 - 1944  | Dirk (D.) Hoogenboom             |                    | in 1944 door de Duitsers gearresteerd en naar kamp Buchenwald gebracht, in 1945 tijdens gevangenschap overleden |
| 1946 - 1972  | Dirk (D.) Breebaart              | PvdA               | vanaf 1970 waarnemend; vader was van 1906 tot 1930 burgemeester van Hoogwoud                                    |
| 1972 - 1979  | Mr. Willem (W.F.) Maat           | KVP                | |